# Праздник плуга

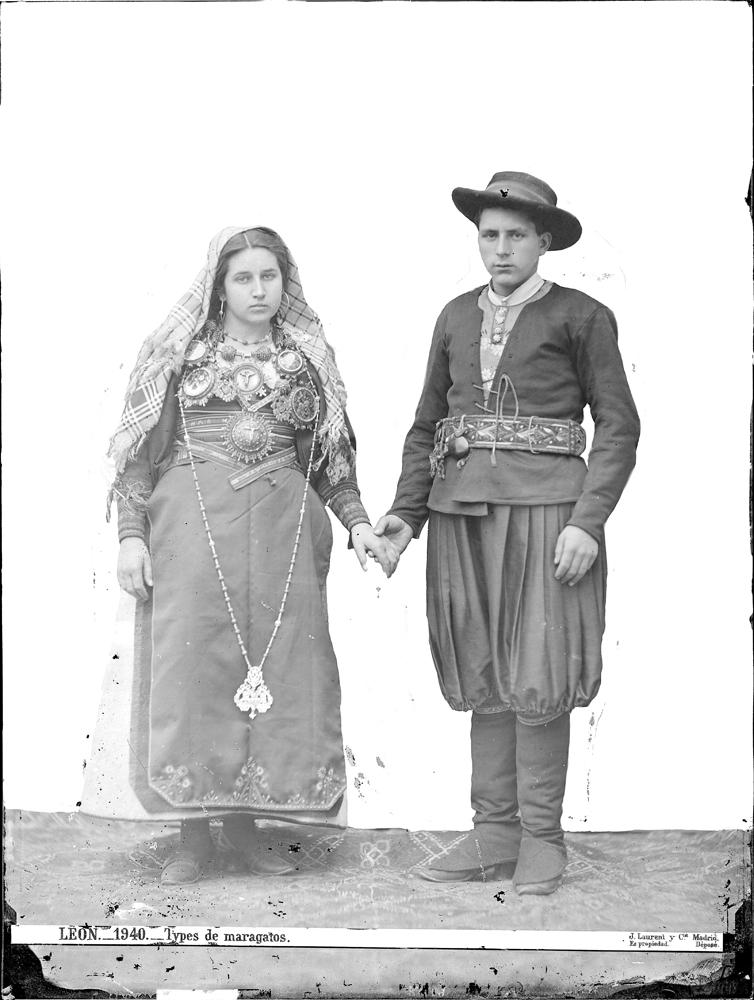
Жители Марагатерии, 1878

Пра́здник плу́га (исп. la fiesta del arado) — испанский новогодний праздник, проходивший в местности Марагатериа (горная часть северо-западной провинции Леон). В своей основе отмечен влиянием аграрно-магической обрядности. Ведущую роль в торжествах играли пастухи, а влияние христианских элементов имело минимальный характер. Сходные по смыслу обряды, олицетворяющие в символической форме сельскохозяйственные занятия ранней весны, распространены не только на Пиренеях, но и в других частях Старого Света (Восточная Европа, Балканы, Германия), и известны в этнографии как «ритуальная запашка».

## Традиции празднования
По сохранившемуся описанию, на Новый год пастухи со всей деревни в Марагатериа собирались на площади. Они надевали овчинные тулупы, увешанные цепочками из колокольчиков, словно на шее у скота. На площади они взбирались на ходули, отчего походили на великанов. Они соединялись «парами» и, взявшись за ручки плуга, который тянули другие участники действа, наряженные женщинами (xiepas — этимология неясна), бороздили снег и пели о ленивых женщинах, а также о надеждах на будущий урожай: «снег, покрывший землю, будет залогом богатого урожая, а скот даст хороший приплод». Ещё в одном варианте «праздник плуга» начинается накануне Нового года. Ведущие участники (zamarracos, самараккос — также туманное понятие) надевали тулупы и пугающие маски, ходили с песнями и собирали подарки. Обычно в процессию входили шесть крестьян и одна «дама»: её роль возлагали на 10—12-летнего мальчика, в маске, представляющей собой женское лицо. «В руках у них палки с крюками, которыми они пугают женщин, делая вид, что хотят зацепить их крюком за ногу, как овец». Первого января ритуал продолжался: zamarracos собирались возле церкви и произносили речи про земляков, совершивших в прошлом году какие-то проступки. Затем шуточно «делили» какое-либо умершее ранее крупное домашнее животное (осла, корову и т. д.): это разделение мёртвого животного известно как repartición del burro. Его части «передавались» с намёком на конкретные недостатки: «…оратор начинал „делить“ его тушу между общинниками, с намёками на их слабости или проступки: болтунам достаётся язык осла, плясунам — ноги, легкомысленной женщине — хвост и т. п. Всё это говорилось стихами, а стихи заранее сочинялись какой-нибудь женщиной — известной мастерицей этого дела». После этого проходил праздничный обед, а вечером праздник завершался пахотой: самарракос тянули плуг, а «дама» правила.
Подобные аграрные обряды, являющиеся отголосками культа плодородия, а также олицетворяющие в символической форме крестьянские занятия ранней весны, с участием ряженых, распространены не только на Пиренеях (Испания, Португалия), но и в других частях Европы, причём не только на Святки, но и на Масленицу. В этнографии этот обряд получил название «ритуальная запашка» («ритуальная пахота»). К таким народным действам можно отнести: славянское посевание, русскую масленичную пахоту, английский праздник «плужный понедельник», восточнороманский святочный «плушогор», словенский «праздник плуга». В Германии плуг могли тащить девушки, одетые по-праздничному. В регионе Галисия в первые дни Нового года крестьяне участвовали в обходной процессии с сельскохозяйственными орудиями (косы, плуги, топоры) вокруг часовни местного Святого Маврикия, чтобы освятить их. Этот ритуал сопровождался пением и шумом, чтобы прогнать злых духов.